# Johannes Hargelius
Johannes Hargelius, född 1660, död 31 mars 1716, var en svensk präst.

## Biografi
Johannes Hargelius föddes 1660 och döptes 6 december samma år. Han var son till kyrkoherden Andreas Johannis i Östra Hargs församling och Elisabeth Tyste. Hargelius blev 1681 student vid Uppsala universitet och prästvigdes 3 augusti 1691. Han blev 11 december 1694 magister primus vid universitetet och blev amiralitetspredikant i Karlskrona. Hargelius blev 1696 kyrkoherde i Västerviks församling och kontraktsprost i Södra Tjusts kontrakt. Han var preses vid prästmötet 1712 och avled 1716.

### Familj
Hargelius gifte sig 28 juni 1696 med Christina Wallerius (1668–1724), dotter till kyrkoherden i Vreta klosters församling och änka efter director cantus Nath. Rydelius i Linköping. Hargelius och Wallerius fick tillsammans barnen Rebecka Hargelius som var gift med komministern Trysén i Västerviks församling och kyrkoherden Erik Kindström i Eds församling, Elisabeth Hargelius (född 1698) som var gift med köpmannen Johan Hindrichson, Christian Hargelius som var gift med komministern Hargelius i Törnevalla församling, adjunkten Johan Hargelius (1702-1730) i Norrköping, Anna Hargelius (född 1703) som var gift med kyrkoherden Carl Collin i Hovs församling, Nils Hargelius (1705–1724), Maria Hargelius (1707–1711) och Anders Hargelius (född 1710).